# Сухолески
Сухолески (укр. Сухоліски) — село в Прилукском районе Черниговской области Украины. Население — 201 человек. Занимает площадь 0,642 км².
Код КОАТУУ: 7424188202. Почтовый индекс: 17592. Телефонный код: +380 4637.

## География
Расстояние до районного центра:Прилуки : (30 км.), до областного центра:Чернигов (123 км.), до столицы:Киев (106 км.), до аэропортов:Борисполь (80 км.). Ближайшие населенные пункты: Пайки 2 км, Горбачовка и Урсаловка 3 км, Туровка и Сергеевка 4 км.

## Власть
Орган местного самоуправления — Сергеевский сельский совет. Почтовый адрес: 17592, Черниговская обл., Прилукский р-н, с. Сергеевка, ул. Шевченко, 11а.